# Diócesis de Rayagada
La diócesis de Rayagada (en latín: Dioecesis Rayagadensis y en inglés: Roman Catholic Diocese of Rayagada) es una circunscripción eclesiástica de la Iglesia católica en India. Se trata de una diócesis latina, sufragánea de la arquidiócesis de Cuttack-Bhubaneshwar. Desde el 11 de abril de 2016 su obispo es Aplinar Senapati, de la Congregación de la Misión.

## Territorio y organización
La diócesis tiene 39 420 km² y extiende su jurisdicción sobre los fieles católicos de rito latino residentes en el estado de Odisha en los distritos de Nuapada, Koraput, Rayagada, Nabarangapur, Malkangiri y Kalahandi.
La sede de la diócesis se encuentra en la ciudad de Rayagada, en donde se halla la Catedral de María Reina de las Misiones.
En 2020 en la diócesis existían 25 parroquias.

## Historia
La diócesis fue erigida el 11 de abril de 2016 con la bula Cum ad aeternam del papa Francisco, obteniendo el territorio de la diócesis de Berhampur.

## Estadísticas
Según el Anuario Pontificio 2021 la diócesis tenía a fines de 2020 un total de 63 853 fieles bautizados.
| Año                                                                             | Población            | Población | Población      | Sacerdotes | Sacerdotes    | Sacerdotes    | Bautizados por sacerdote | Diáconos permanentes | Religiosos | Religiosos | Parroquias |
| Año                                                                             | Bautizados católicos | Total     | % de católicos | Total      | Clero secular | Clero regular | Bautizados por sacerdote | Diáconos permanentes | Varones    | Mujeres    | Parroquias |
| ------------------------------------------------------------------------------- | -------------------- | --------- | -------------- | ---------- | ------------- | ------------- | ------------------------ | -------------------- | ---------- | ---------- | ---------- |
| 2016                                                                            | 50 542               | 5 407 894 | 0.9            | 49         | 35            | 14            | 1031                     |                      | 15         | 71         | 23         |
| 2017                                                                            | 51 200               | 5 478 000 | 0.9            | 49         | 35            | 14            | 1044                     |                      | 15         | 71         | 23         |
| 2020                                                                            | 63 853               | 6 490 170 | 1.0            | 55         | 30            | 25            | 1160                     |                      | 32         | 133        | 25         |
| Fuente: Catholic-Hierarchy, que a su vez toma los datos del Anuario Pontificio. |                      |           |                |            |               |               |                          |                      |            |            |            |

## Episcopologio
- Aplinar Senapati, C.M., desde el 11 de abril de 2016